# فرودگاه کویلایوت
 فرودگاه کویلایوت (به انگلیسی: Quillayute Airport) یک فرودگاه همگانی بهره‌برداری هوایی با کد یاتا UIL است که یک باند فرود بتن دارد و طول باند آن ۱۲۸۳ متر است. این فرودگاه در شهر فورکز، واشینگتن کشور ایالات متحده آمریکا قرار دارد و در ارتفاع ۵۹ متری از سطح دریا واقع شده است.